# Mörka-Per
Mörka-Per är en sjö i Kungsbacka kommun i Halland och ingår i Viskan-Rolfsåns kustområde.